# Dodge (automerk)

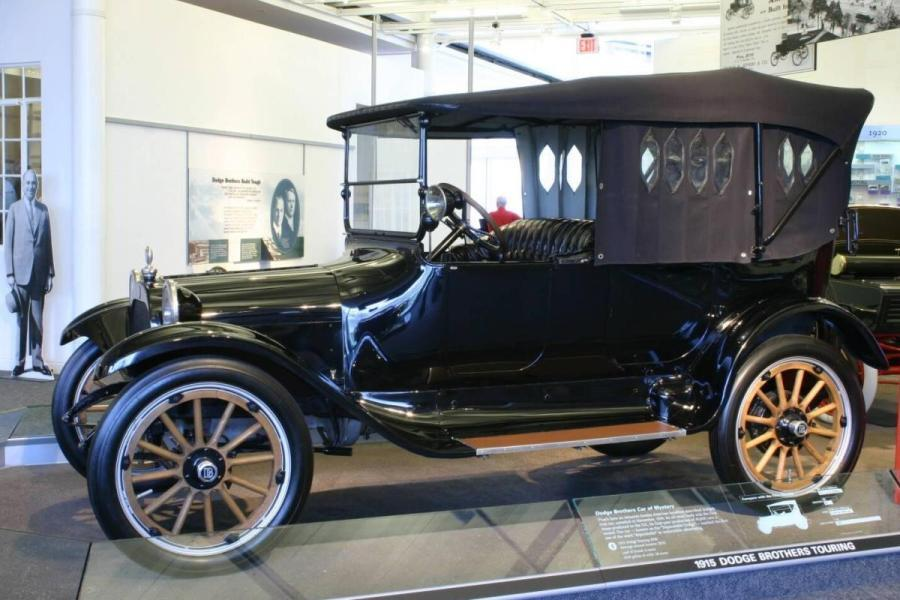
1915 Dodge Brothers Model 30-35 touring car.

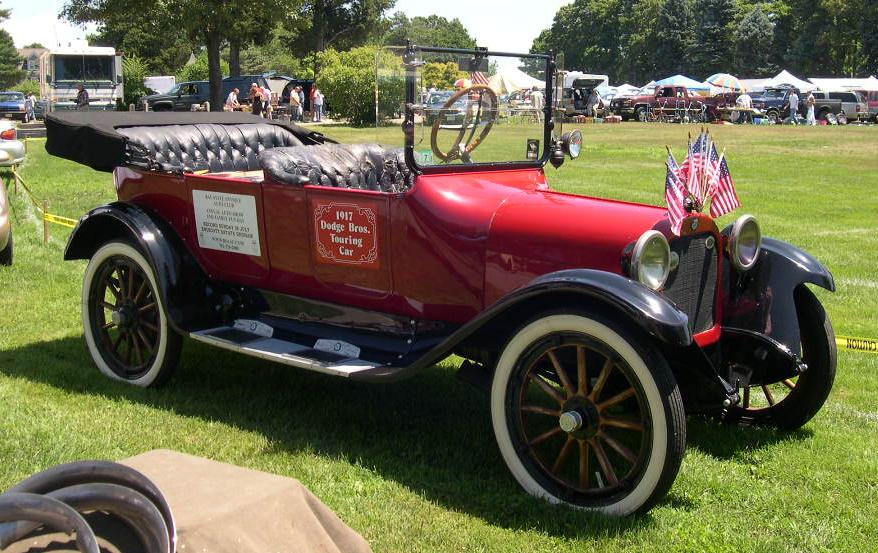
Dodge Touring Car uit 1917.

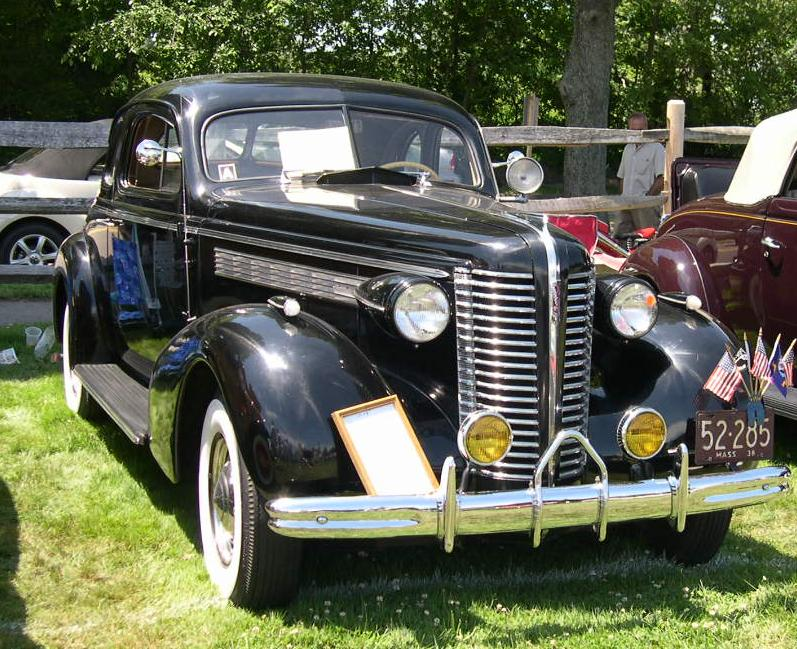
Dodge Coupe uit 1938.

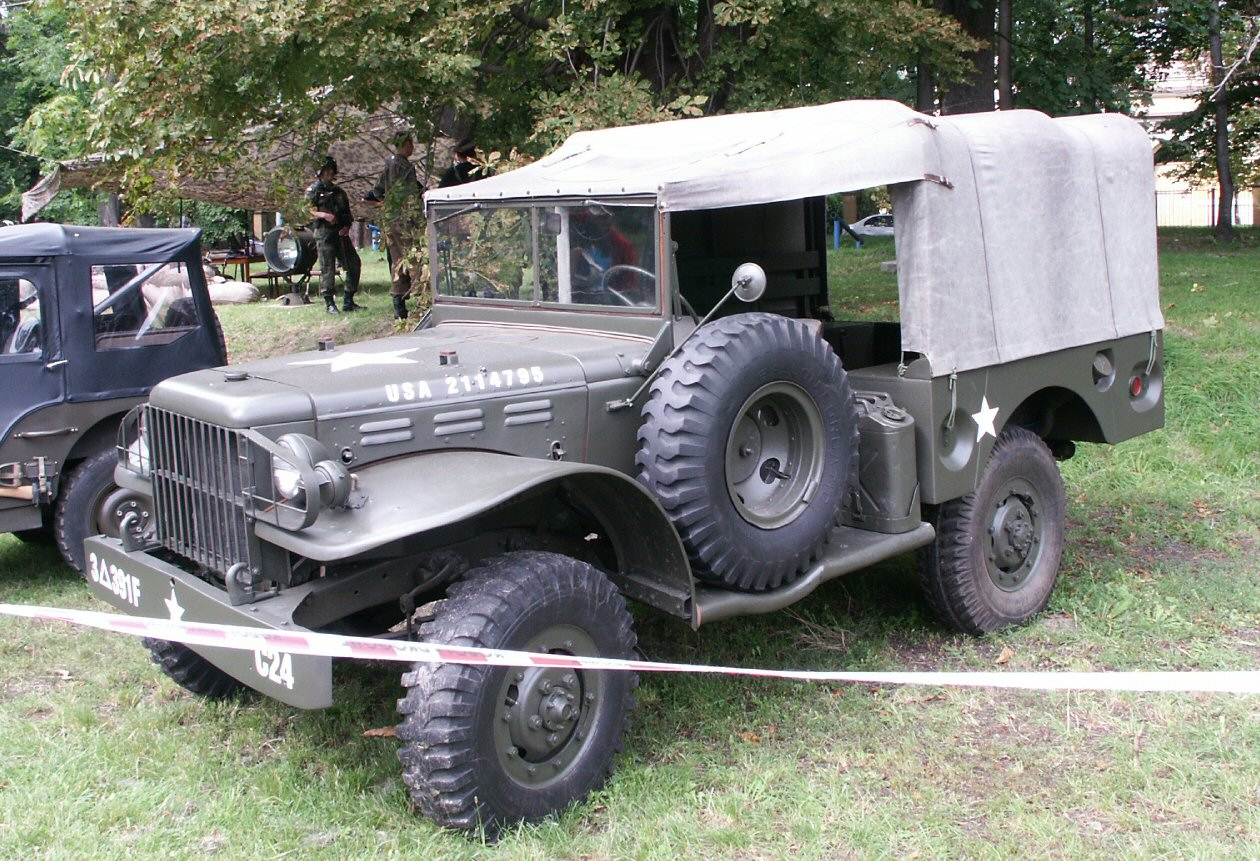
Dodge WC51-legervrachtwagen.

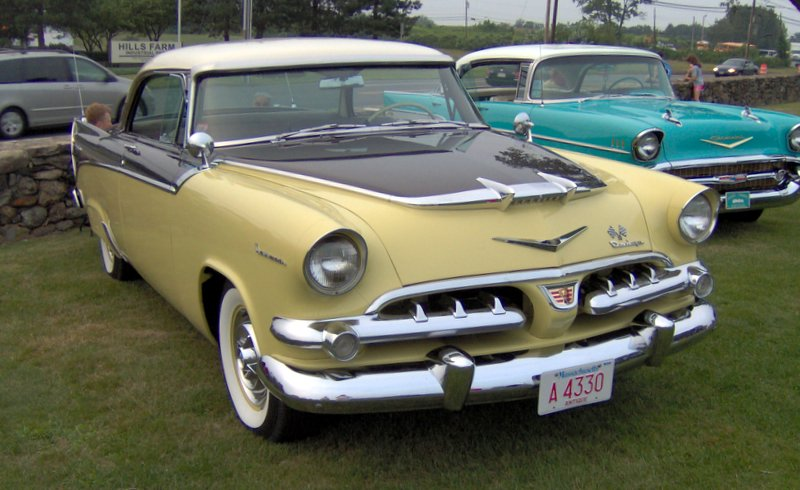
Dodge Custom uit 1956.

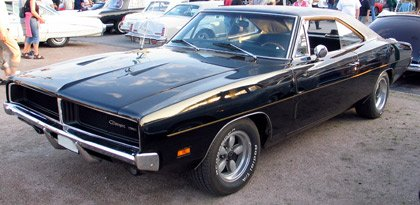
Dodge Charger uit 1969.

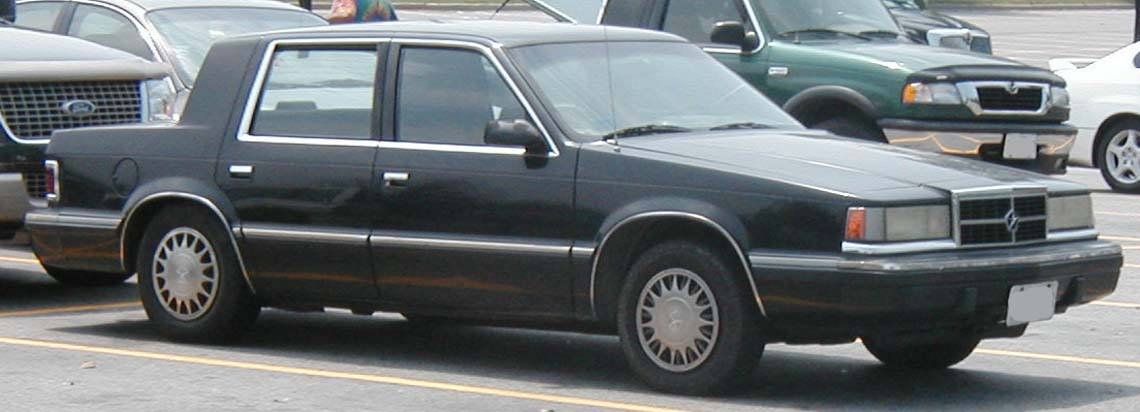
Dodge Dynasty uit 1988.

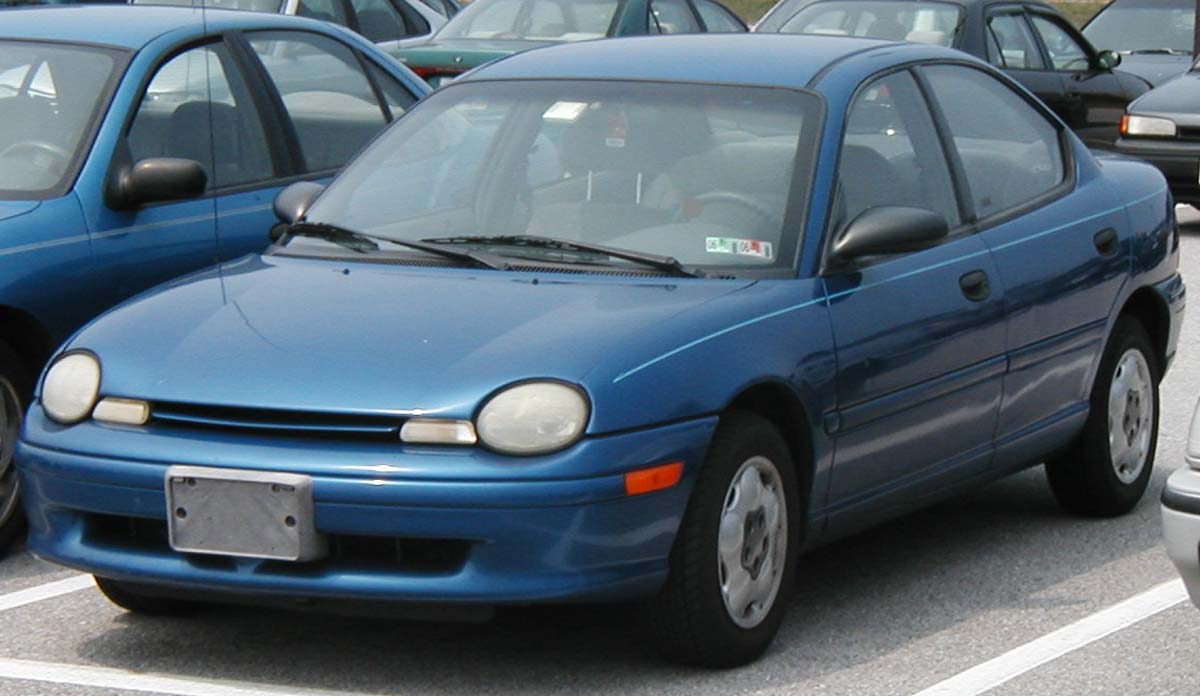
Dodge Neon I uit 1995.

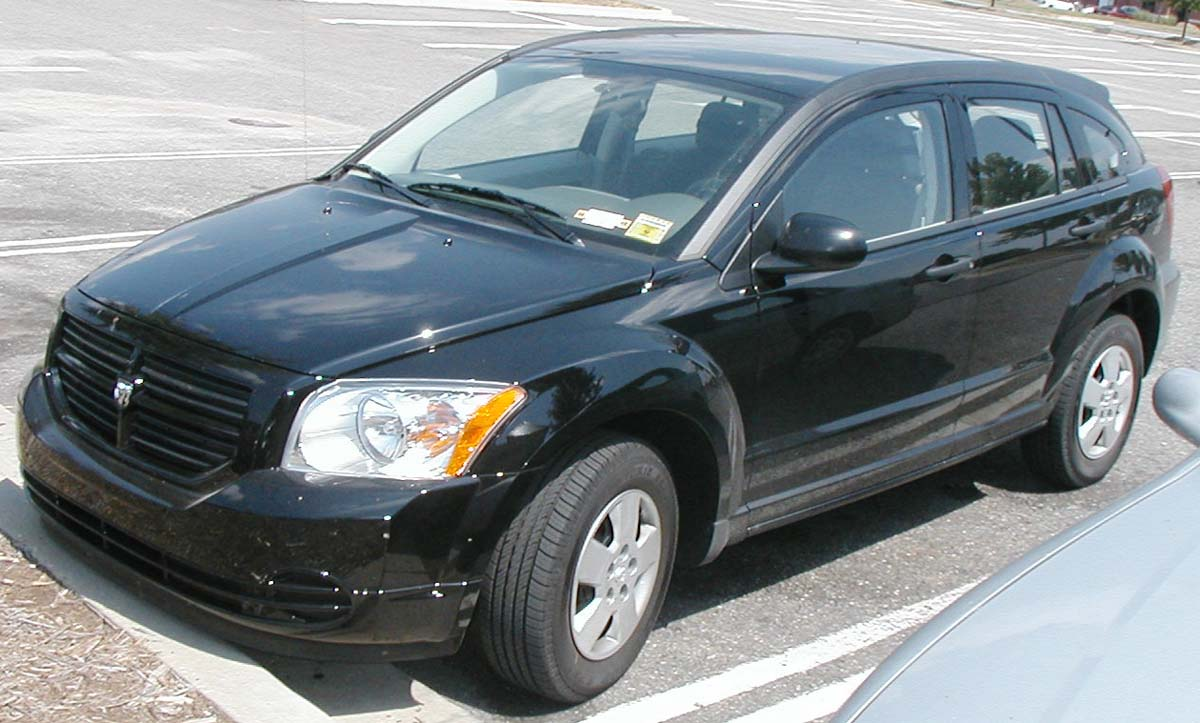
Dodge Caliber uit modeljaar 2007.

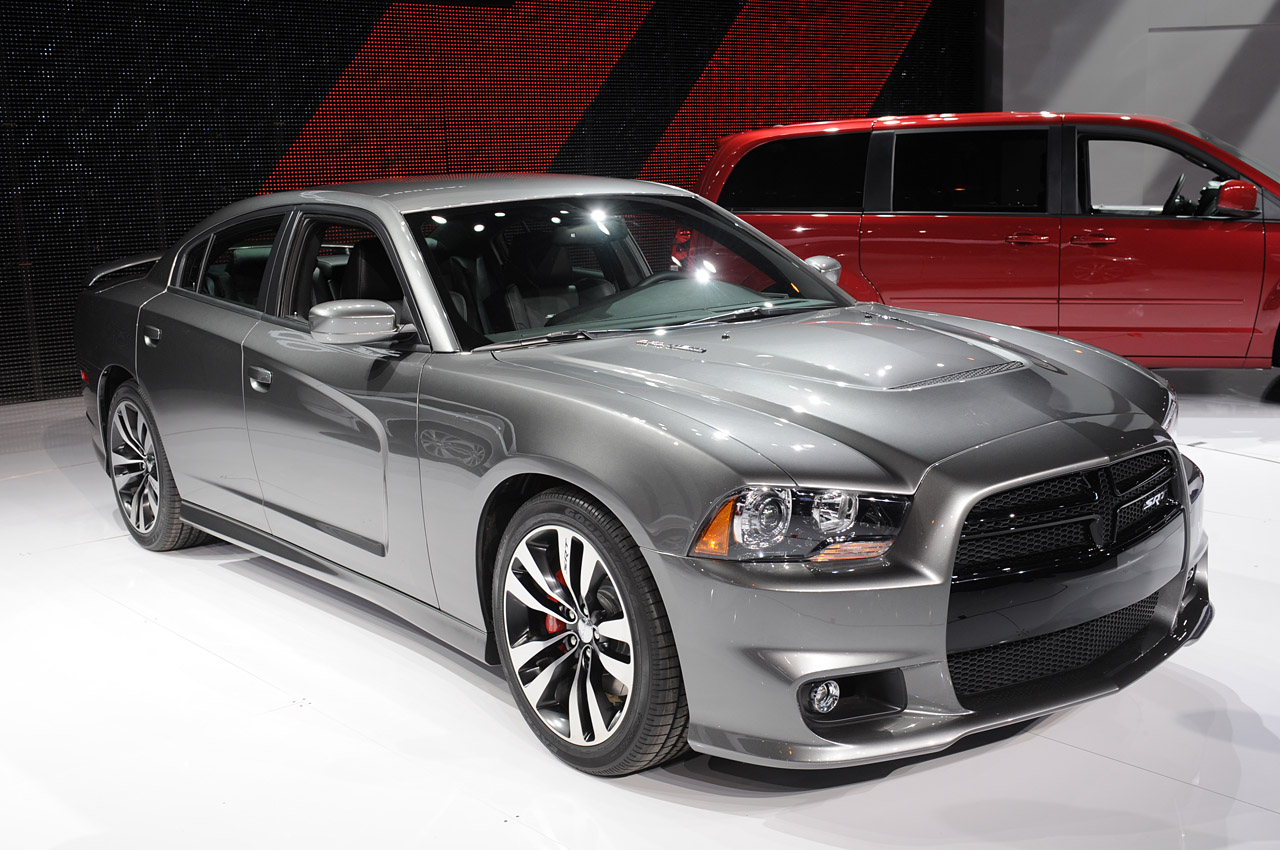
Dodge Charger uit 2012 in de SRT8-uitvoering

Dodge is een Amerikaans automerk dat in 1914 werd opgericht door John Francis Dodge en diens broer Horace Elgin Dodge. In 1928 werd het merk overgenomen door Chrysler en van 1998 tot 2007 maakte het deel uit van het Duitse concern DaimlerChrysler. Vanaf 2014 tot en met 2020 maakte het deel uit van Fiat Chrysler Automobiles, afgekort tot FCA. Vanaf januari 2021 maakt het deel uit van Stellantis, dat ontstaan is uit een fusie tussen FCA en PSA.

## Voorgeschiedenis
De broers John en Horace Dodge hadden als kind al een passie voor techniek. Na in Detroit in een fabriek van scheepsmotoren te hebben gewerkt richtten ze in 1887 een fietsbedrijf op, Dodge Brothers Bicycle & Machine Factory geheten. Beiden vulden elkaar hiervoor goed aan. John was het meest geïnteresseerd in het commerciële, Horace in het technische. Ze waren ook harde werkers en het bedrijf boekte al snel succes.
In 1901 begonnen ze ook motorfietscomponenten te produceren. Ze ontmoetten ook Ransom Olds, de oprichter van Oldsmobile, die hen als toeleveranciers de eencilinder motor van zijn nieuwe auto liet bouwen. Die auto had succes en de onderneming van de gebroeders Dodge werd de grootste motorenproducent ter wereld. In 1903 werd ook Ford klant voor de bouw van onderdelen van de Ford Model A. Omdat Henry Ford de eerste bestelling niet kon betalen kregen John en Horace een belang van 10 procent van de aandelen in het bedrijf, en belangrijke posities in de raad van bestuur. Het gigantische succes van de Ford Model T maakte hen miljonairs.
Begin jaren tien wilde Henry Ford herstructureren om minder geld aan de aandeelhouders te hoeven uitkeren. De gebroeders Dodge hielden de samenwerking voor gezien en kondigden aan dat ze uit de raad van bestuur zouden stappen en een eigen auto zouden gaan bouwen. De woedende Ford verdubbelde het loon van zijn werknemers, verlaagde zijn prijzen en investeerde in zijn tractorfabriek om maar geen dividenden meer te hoeven uitkeren. De aandeelhouders begonnen in 1917 een rechtszaak die in 1919 eindigde toen Ford de aandelen van de gebroeders Dodge terugkocht. 

## Geschiedenis

### Het begin
In 1914 richtten de broers The Dodge brothers motor vehicle company op en introduceerden hun eerste auto. Deze had een 3,5 liter motor van 40 pk en kostte 785 dollar. Dat was veel meer dan de Ford Model T maar de Dodge was wel moderner dan de al uit 1908 daterende Ford Model T. De auto had succes en het eerste jaar werden reeds 45.000 exemplaren gebouwd.
Het merk Dodge kreeg al snel een goede naam wegens de betrouwbaarheid van haar auto's. Die betrouwbaarheid deed ook het Amerikaanse leger voor Dodge kiezen tijdens de Eerste Wereldoorlog. De legervrachtwagens van Dodge werden ook door het Franse leger ingezet. In 1918 kreeg het bedrijf een erekruis van Frankrijk.

### Overname door Chrysler
In 1920 waren reeds 140.000 Dodges geproduceerd en was het merk uitgegroeid tot de op een na grootste constructeur in de Verenigde Staten, na Ford. In januari dat jaar stierf John Dodge aan een longontsteking en in december stierf Horace Dodge aan griep en levercirrose. Frederick Haynes nam de leiding over Dodge Brothers over, tot de beide weduwen van de broers, Anna en Matilda Dodge, het voor 146 miljoen dollar verkochten aan Dillon, Read & Company dat hierbij General Motors overtrof. Het was destijds het hoogste overnamebedrag uit de geschiedenis. Op 31 juli 1928 werd het bedrijf doorverkocht aan Chrysler voor 175 miljoen dollar. Na de Tweede Wereldoorlog werden onder meer de Deluxe, Custom en Lancer geproduceerd.
In 1966 werd de Dodge Charger geïntroduceerd, die razendsnel bekendheid maakte in The Dukes Of Hazzard en Fast & Furious-films. Nadat Chrysler de Britse Rootes Group en het Franse Simca in 1967 overnam en er Chrysler Europe mee vormde werd de merknaam Dodge in Europa gebruikt voor lichte bedrijfsvoertuigen die voorheen Commer en Karrier hadden geheten. Ook de pick-up- en bestelwagenversies van de Simca 1100 heetten vanaf dan Dodge.

### Latere jaren en 21e eeuw
In de jaren zeventig kwam Chrysler in zware financiële problemen. Chrysler Europe ging in 1977 ten onder en werd in 1978 voor symbolische bedrag van 1 dollar verkocht aan Peugeot. De fabriek werd verkocht aan Renault, dat de Dodge-vrachtwagens verkocht als Renaults en ze ten slotte uitfaseerde. De fabriek werd uiteindelijk een motorenfabriek. In 1998 kwam Dodge samen met Chrysler in handen van het Duitse DaimlerChrysler dat het in 2007 afstootte. In mei 2009 vroeg Chrysler faillissement aan, maar op 10 juni ging het merk inclusief Dodge een samenwerking met Fiat aan.

### 2010 - heden
In 2011 werd Dodge uit de Europese markt gehaald en werd de Journey opgevolgd door de Fiat Freemont. In 2012 onderging de Ram een metamorfose, waarmee hij onder de Ram-merknaam verder ging. In 2013 maakte de Viper zijn rentree onder de SRT-merknaam. In 2015 werden de Hellcat-versies van de Charger en Challenger gelanceerd; laatstgenoemde kreeg in 2018 een Demon-versie.

## Huidige modellen
Sinds 2011/2012 heeft Dodge de verkoop van auto's in Nederland gestaakt. De Dodge Journey is in diverse Europese landen daarna wel als Fiat Freemont verkocht, maar in Nederland nooit onder de Fiatvlag aangeboden. Redenen van het staken waren de tegenvallende verkopen en de Europese en Aziatische concurrentie. Sinds Dodge de Ram-lijn heeft afgesplitst daalden de verkoopcijfers nog meer. Tevens is de Viper geen Dodge meer, maar is het model afgesplitst naar de performance-divisie SRT. Dit onderdeel is ook verantwoordelijk voor de Dodge Charger SRT en de Dodge Challenger SRT.
De Ram pick-up trucks worden wel door diverse parallel-importeurs naar Nederland gehaald en zijn binnen hun niche relatief succesvol.

### Dodge
- Attitude (Mexico)
- Charger
- Durango
- Hornet
- Journey (Mexico)

### Ram
- RAM Truck

## Verkoopcijfers
Hier betreft de verkoopcijfers van Dodge, betreft van 1990 t/m 2000.Vanwege een beveiligingsprobleem met de MediaWiki Graph-software is het momenteel niet mogelijk deze grafiek weer te geven. Zodra de software is bijgewerkt zal de grafiek vanzelf weer zichtbaar worden.